# جوش لاسي
جوش لاسي (بالإنجليزية: Josh Lacey)‏‏ (ولد في لندن 1968) كاتب بريطاني. كَتبَ عِدّة كتب للأطفال وكتابا واحدا للبالغين.
(ملك البرازيل) سيرة ذاتية ل (تشارلز ميلير)، الرجل الذي قدّمَ كرةَ القدم إلى البرازيل

## كتب
- ملك البرازيل (2005).
- مراقب دبِّ (2008).
- الواحد الذي أفلتَ (2009).
- نمران على خيط (2009).
- ثلاث ماسات وحمار (2010).
- جزيرة اللصوصِ (2011).
- نمور السلطان (2013).

## كُتُب (جي آر كي) تحت الاسم المستعار يوشع دودار
- كلب اسمه جي آر كي (2005).
- جي آر كي وعصابة بيلوتي (2006).
- جي آر كي وأثر المقانق المقليةَ (2006).
- جي آر كي: سلحفاة عمليةِ (2007).
- جي آر كي يشم فأرا (2008).
- انتقام جي آر كي (2009).
- جي آر كي في أستراليا (2010).
- جي آر كي والمعكرونة المُزيَّفة (2012).

## وصلات خارجية
- الموقع الرسمي نسخة محفوظة 30 مايو 2019 على موقع واي باك مشين.